# Thérèse Wincent
Thérèse Wincent, född 1974, är en svensk operasångerska (sopran) som fick sin utbildning vid Royal College of Music i London. Hon har varit verksam vid Staatstheater am Gärtnerplatz i München sedan 2003.
Hon är syster till skådespelaren/regissören Martin Wincent.